# Svävning

En ton som pulserar med svävningsperiod 1/f_{s} kan skrivas som produkt av två sinusvågor med mycket olika frekvens (som ovan), eller som summa av två toner med nästan samma frekvens.

Svävning är ett ljudfenomen som uppstår då två ungefär lika starka toner som ligger mycket nära varandra i frekvens når örat samtidigt. Ljudet uppfattas som en enda ton som regelbundet ökar och minskar i styrka. Det är denna styrkevariation som kallas för svävning. Ju mindre frekvensskillnad mellan tonerna, desto långsammare blir svävningen.
En musiker som stämmer sitt instrument efter en stämton, lyssnar efter svävningen och justerar instrumentet tills svävningen upphör. Då ljuder instrumentet med samma frekvens som stämtonen.
Beräkningsmässigt är det alltid likvärdigt att beskriva två toner var för sig eller att uttrycka dem som en enda ton med en frekvens mitt emellan ursprungstonerna och som svävar med en frekvens som är skillnaden mellan ursprungstonernas frekvenser. Det gäller oavsett hur mycket tonerna skiljer i tonhöjd. Örat uppfattar dock normalt två toner var för sig. Det är bara när tonerna ligger så nära varandra i tonhöjd att örat har svårt att skilja dem åt, som vi övergår till att uppfatta dem som en svävning.
Fysikaliskt kan man förklara en svävning som två vågor som först samarbetar, men som efter ett tag kommer ur fas därför att den ena vågen släpar efter (har något lägre frekvens). Så småningom motarbetar de varandra helt och ljudstyrkan når ett minimum. Efter ytterligare eftersläpning kommer svängningarna alltmer i takt och ljudstyrkan ökar. Man säger också att vågorna interfererar.

## Matematisk förklaring
Ur de grundläggande trigonometriska sambanden för addition och subtraktion av två vinklar a och b får vi
{\displaystyle \sin(a+b)+\sin(a-b)=2\sin(a)\cos(b)\,}
Vi kan betrakta ekvationen som en ögonblicksbild av ett förlopp där vinklarna a och b ökar med olika hastighet med tiden. Varje sin- och cos-uttryck beskriver då en enkel harmonisk svängning mellan amplitudvärdena 1 och –1 där vinkeln inom parentesen beror på svängningens frekvens.
Antag att a motsvarar tonen 500 Hz och b motsvarar 1 Hz. Formelns vänsterled lägger i så fall samman tonerna 501 Hz och 499 Hz. Högerledet säger att detta lika gärna kan beskrivas som tonen 500 Hz med dubbel styrka (faktorn 2) och ytterligare en faktor cos(b) som långsamt varierar tonstyrkan upp och ner i tiden och som utgör själva svävningen.
Faktorn cos(b) varierar här med frekvensen 1 Hz. Men ljudstyrkan är som lägst när cos(b) passerar 0, och det sker två gånger under varje variation från 1 till –1 och tillbaka. Därför hör vi svävningen med 2 Hz, vilket precis är skillnaden mellan tonerna 501 Hz och 499 Hz.
Samma ekvation kan i princip användas för att förklara (en kraftigt överstyrd) amplitudmodulering. Då måste man dock fysiskt modulera bärvågen a med svävningsfrekvensen b i en multiplikativ blandare för att åstadkomma 2 • sin(a) • cos(b). Ekvationen säger att resultatet lika gärna kan uppfattas som en addition av två nya svängningar. Amplitudmodulering kräver alltså en olinjär signalprocess, medan svävning kan uppstå av sig själv så fort två olika signaler når en lyssnare samtidigt.

## Är svävning modulation?
Svaret kan vara både ja och nej, beroende på vad man lägger i ordet modulation.
Inom modulationsteorin har modulation en ganska snäv betydelse. Där ska en konstant bärvåg påverkas av en informationsbärande insignal i en modulator för att skapa en utsignal där bärvågen varierar i takt med insignalen. Insignalen kan antingen påverka bärvågens amplitud, frekvens eller fas. En mottagare utnyttjar vetskapen om att bärvågen var konstant före modulationen och att all variation därför beror på den informationsbärande insignalen för att demodulera signalen och återskapa informationen. Man menar då med modulation den process som skapar den modulerade signalen. Enligt detta sysnätt är det svårt att se svävning som modulation.
Ett annat sätt att tolka modulation är att bara betrakta den signal man tar emot och analysera dess innehåll oavsett hur den kommit till. Modulation betraktas då inte som processen utan som den modulerade signalen. En svävning ser ut som en amplitudmodulerad signal. Även om den faktiskt åstadkommits genom att addera två toner, kunde den lika gärna ha skapats av en "bärvåg" som utgjorts av medeltonen och som bringats att ändra amplitud i takt med en "insignal" som motsvarat skillnaden mellan de toner vi faktiskt utgick ifrån. Enligt detta synsätt kan man alltså kalla svävning för modulation. Även betydligt mer komplexa signaler kan kallas modulerade om de uppvisar någon form av variation som har rytm eller annan struktur. Detta har tillämpningar inom akustiken.
Man kan slutligen tolka modulation som alla situationer där två vågor påverkar varandra så att en ny våg uppstår. Vid svävning räcker det då med att ta bort den ena tonen och konstatera att svävningen upphör för att visa att svävning är modulation i denna mening.